# Hege Anett Pettersson
Pour les articles homonymes, voir Pettersson.
Hege Anett Pettersson, née Hege Anett Johansen le 30 juin 1973, est une handballeuse internationale norvégienne évoluant au poste de gardienne de but.
Durant sa carrière, elle a notamment porté les couleurs du Tertnes IL.
Avec l'équipe nationale de Norvège, elle participe au championnat d'Europe 2000.

## Palmarès

### Club
compétitions internationales
- finaliste de la coupe EHF en 2000 (avec Tertnes IL)

### Sélection nationale
championnats d'Europe  
- 6e place du championnat d'Europe 2000